# 4592 Alkissia
4592 Alkissia eller 1979 SQ11 är en asteroid i huvudbältet som upptäcktes den 24 september 1979 av den rysk-sovjetiske astronomen Nikolaj Tjernych vid Krims astrofysiska observatorium på Krim. Den har fått sitt namn efter den ryske astronomen Aleksej Kiseljov (1922–2013).
Asteroiden har en diameter på ungefär 13 kilometer och den tillhör asteroidgruppen Themis.